# Borstelroofvlieg
De borstelroofvlieg (Dysmachus trigonus) is een vliegensoort uit de familie van de roofvliegen (Asilidae). De wetenschappelijke naam van de soort is voor het eerst geldig gepubliceerd in 1804 door Johann Wilhelm Meigen.

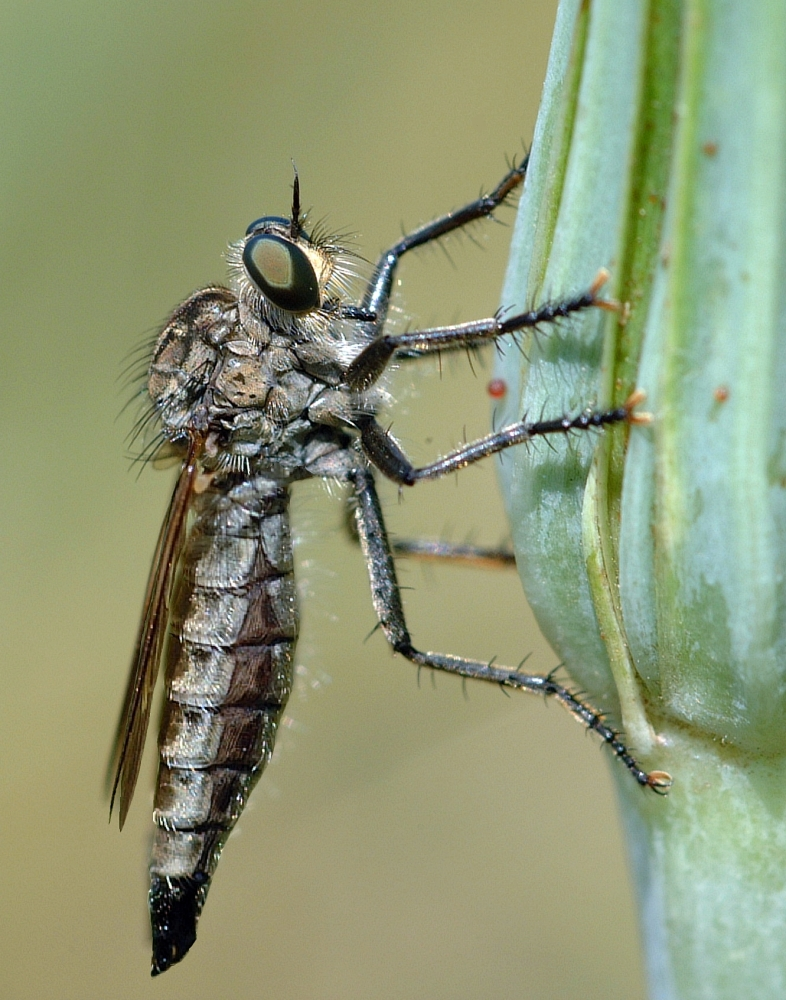
Dysmachus trigonus zijaanzicht
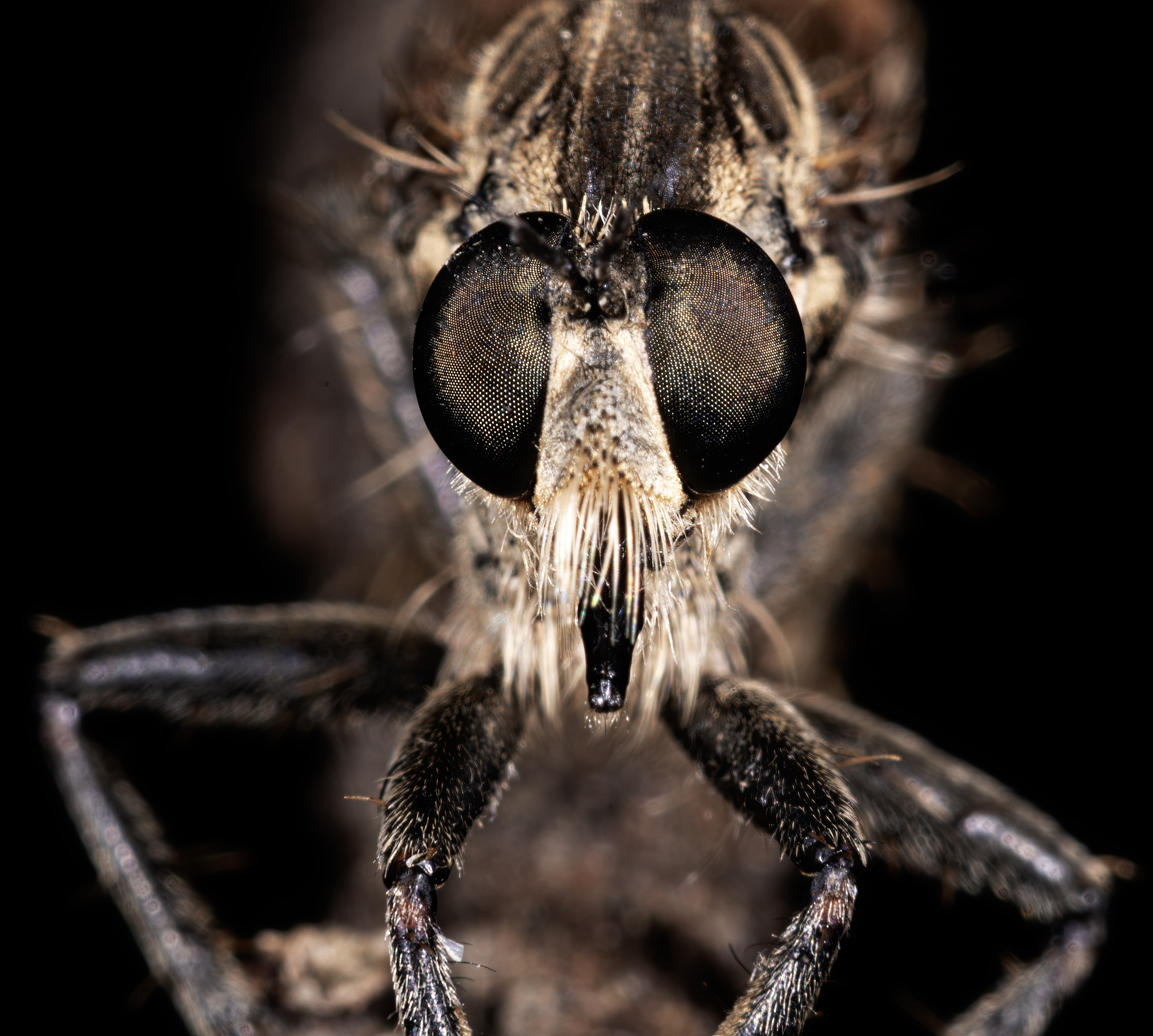
Dysmachus trigonus Portret